# Єлизаветівка (Житомирський район)
Єлизаве́тівка — село в Україні, у Коростишівській міській територіальній громаді Житомирського району Житомирської області. Населення становить 29 осіб (2001).

## Історія
До 5 серпня 2016 року село входило до складу Кропивнянської сільської ради Коростишівського району Житомирської області.